# Frankénie lisse
Frankenia laevis
Espèce
Classification phylogénétique
La Frankénie lisse (Frankenia laevis) est une espèce de plantes vivaces de la famille des Frankeniaceae, aussi appelée « Bruyère maritime ».

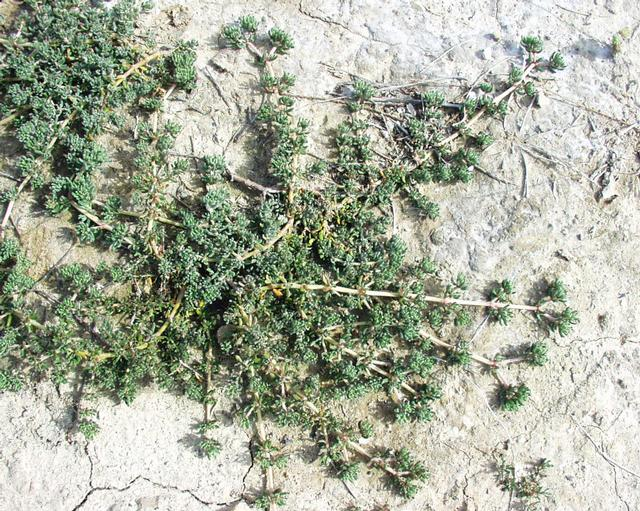
Frankenia laevis, stolons

Elle est utilisée en couvre-sol près de la mer. Elle se présente sous la forme d'un tapis épais et souple de ramifications couchées. Très agréable au pied en période humide, cette plante est cassante et fragile en période sèche. Ses teintes changent suivant la saison.
Son arrosage est recommandé.